# Strážmistr
Strážmistr je u Policie České republiky hodnost používaná pro nováčky. Hodnost strážmistra má policista  od nástupu k policii do ukončení základní odborné přípravy složením závěrečných zkoušek a absolvování následné praxe. Hodnost je značena dvěma malými stříbrnými hvězdami.
V Armádě České republiky se tato hodnost nepoužívá, u bývalé Veřejné bezpečnosti šlo ve své době o druhou nejnižší služební hodnost příslušníka VB.
V českém četnictvu byla hodnost strážmistr používána již v polovině devatenáctého století a interpretována jako ekvivalent zahraniční hodnosti seržant.